# 圣埃德蒙兹伯里
贝里圣埃德蒙兹（英语：Bury St Edmunds，/ˈbɛri/，词源：“Borough of Saint Edmund”，意思是“圣埃德蒙城堡”）是英國英格蘭薩福克郡的一個集鎮。圣埃德蒙兹伯里修道院、聖埃德蒙茲贝里座堂位於這裡。

## 友好城市
- 法國 贡比涅

## 外部連結
- 维基导游上有關Bury St Edmunds的旅行指南
- St Edmundsbury Council（页面存档备份，存于）
- Bury St Edmunds Area Guide
- Bury St Edmunds Past and Present Society（页面存档备份，存于）